# Massillon
Massillon is een plaats (city) in de Amerikaanse staat Ohio, en valt bestuurlijk gezien onder Stark County.

## Demografie
Bij de volkstelling in 2000 werd het aantal inwoners vastgesteld op 31.325.
In 2006 is het aantal inwoners door het United States Census Bureau geschat op 32.315, een stijging van 990 (3.2%).

## Geografie
Volgens het United States Census Bureau beslaat de plaats een oppervlakte van
43,8 km², waarvan 43,4 km² land en 0,4 km² water. Massillon ligt op ongeveer 331 m boven zeeniveau.

## Plaatsen in de nabije omgeving
De onderstaande figuur toont nabijgelegen plaatsen in een straal van 12 km rond Massillon.

## Geboren
- Tom Weiskopf (1942-2022), golfer
- Matt Lanter (1983), acteur
- Jacob Wukie (1986), boogschutter